# ادوارد اوهر
ناوسروان ادوارد هنری «باچ» اوهر (به انگلیسی: Edward Henry “Butch” O’Hare) خلبان ایرلندی آمریکایی نیروی دریایی ایالات متحدهُ آمریکا بود. او در سال ۱۹۴۲ نخستین خلبان آمریکایی بود که مدال افتخار جنگ جهانی دوم و خلبان تک‌خال را دریافت کرد. هواپیمای او در سال ۱۹۴۵ توسط گروهی از جنگنده‌های اژدرانداز ژاپنی سرنگون شده و هرگز پیدا نشد.
پدر او ادوارد وکیلی بود که با آل کاپون کار می‌کرد و به او برای فرار مالیاتی کمک می‌کرد و به همین دلیل دو هفته پیش از آزادی کاپون از زندان آلکاتراز احتمالاً توسط ایادی او با گلوله کشته شد.
فرودگاه اوهر شیکاگو به یاد او نامگذاری شد.